# Papado ostrogodo

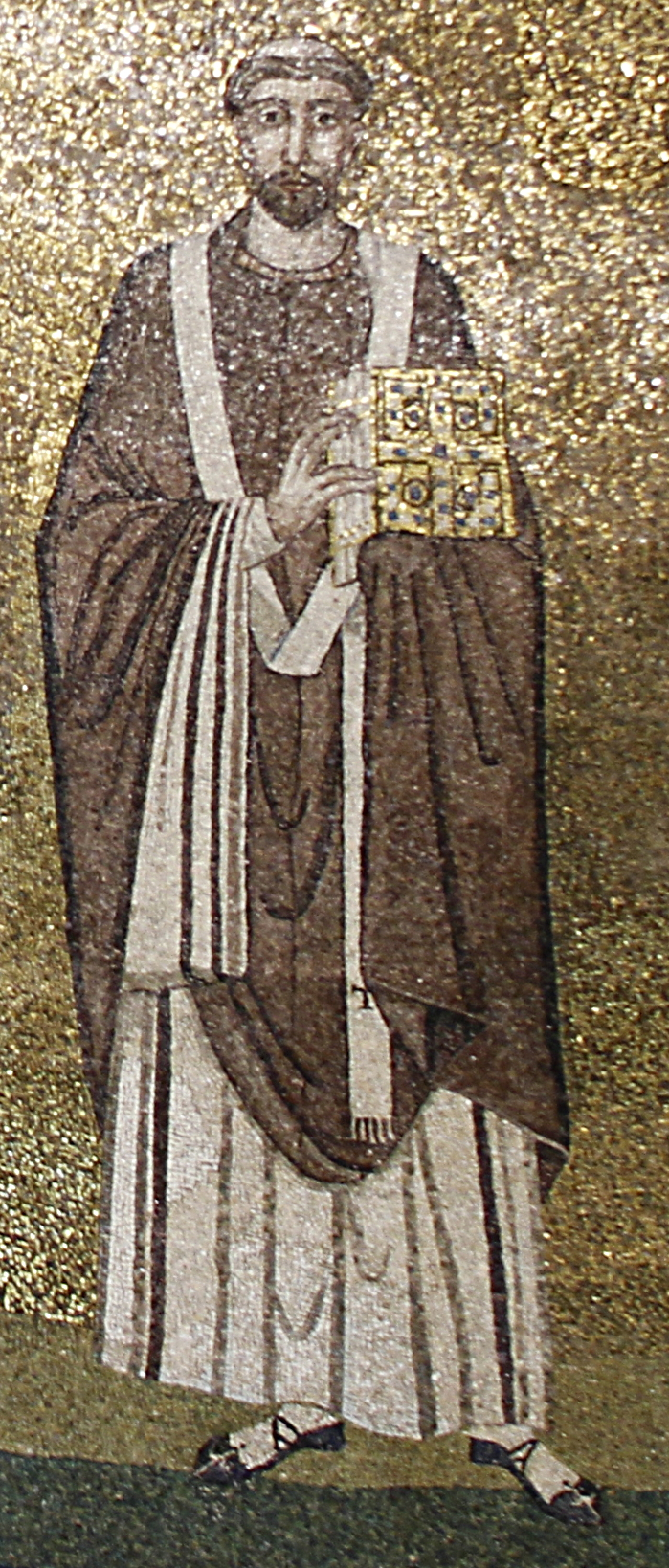
El triunfo del papa Símaco (498-514) sobre el antipapa Lorenzo es el primer ejemplo registrado de simonía en la historia papal.

El Papado ostrogodo fue un periodo desde el 493 al 537 en el que el papado estuvo fuertemente influenciado por el Reino ostrogodo, si el papa no era nombrado directamente por el rey ostrogodo. La selección y administración de los papas durante este período estuvo fuertemente influenciada por Teodorico el Grande y sus sucesores Atalarico y Teodato. Este periodo terminó con la (re)conquista de Roma por parte de Justiniano I durante la Guerra Gótica (535-554), inaugurando el Papado bizantino (537-752).
Según Howorth, "aunque no fueron muy interferidos en su labor administrativa, mientras no se inmiscuyeran ellos mismos en la política, los reyes godos se inmiscuyeron considerablemente en la selección de los nuevos papas y dominaron en gran medida su elección. La Simonía prevaleció hasta un punto escandaloso, al igual que las intrigas de tipo desacreditado, y la calidad y las dotes de los candidatos pasaron a tener una importancia secundaria en sus posibilidades de ser elegidos, en comparación con su habilidad para corromper a los funcionarios de los reyes extranjeros y en sus poderes de chicanear. " Según la Enciclopedia Católica, "[Teodorico] fue tolerante con la Iglesia católica y no se inmiscuyó en cuestiones dogmáticas. Se mantuvo lo más neutral posible respecto al papa, aunque ejerció una influencia preponderante en los asuntos del papado" 

## Visión general
|  | Diez papas tuvo la Iglesia entre, 493 and 537: - Papa Gelasio I (492–496) - Papa Anastasio II (496–498) - Papa Simaco (498–514) - Papa Hormisdas (514–523) - Papa Juan I (523–526) - Papa Felix IV (526–530) - Papa Bonifacio II (530–532) - Papa John II (533–535) - Papa Agapito I (535–536) - Papa Silverio (536–537) | Durante este período, hubo cuatro reyes ostrogodos: - Teodorico el Grande (474–526) ["Rey de Italia" desde 493] - Atalarico (526–534) - Teodato (534–536) - Vitiges (536–540) | Durante este período hubo tres emperadores bizantinos:: - Anastasio I (491–518) - Justino I (518–527) - Justiniano I (527–565) |

## Historia

### Desde la caída de Roma

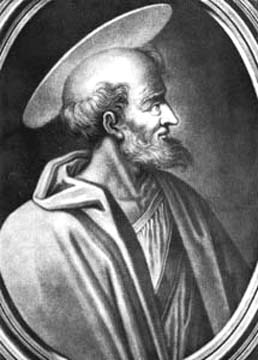
El papa Simplicio (468-483), el papa durante el final del Imperio Romano de Occidente

El papa  Simplicio (468-483) fue el papa que presenció el derrocamiento final del Imperio Romano de Occidente, y cayó enfermo en el año 483. La elección papal de marzo de 483 fue la primera que tuvo lugar sin la existencia de un emperador romano de Occidente. Mientras Simplicio aún vivía, el prefecto pretoriano, Caecina Decio Máximo Basilio, convocó al Senado romano, al clero romano y a los principales obispos locales en el Mausoleo Imperial. Simplicio había emitido una admonitio declarando que ninguna elección de su sucesor sería válida sin el consentimiento de Basilio. Basilio era a la vez el líder de la aristocracia romana y el ministro principal de Odoacro el "rey de Italia". A Simplicio le sucedió el papa Félix III (483-492), Papa Gelasio I (492-496), y el Papa Anastasio II (496-498).

### El primer cisma
El papel de los ostrogodos quedó claro en el primer cisma. El 22 de noviembre de 498, tanto el papa Símaco como el antipapa  Lorenzo fueron elegidos papa. Símaco fue aprobado por el Senado romano, pero tanto Emperador bizantino Anastasio I como el gótico Rey Teodorico el Grande apoyaron en un principio a Laurentius, que se instaló en el Palacio de Letrán.
Símaco y Laurencio recurrieron a sobornar a Teodorico para que les apoyara, con fondos de los aristócratas romanos que les apoyaban. Este es el primer caso documentado de simonía papal, en el que ambos candidatos intentaron sobornar a los consejeros reales, si no al propio Teodorico, para influir en su elección. Según DeCormenin y de Lahaye, lo que también influyó en Teodorico para ponerse del lado de Símaco y expulsar a Laurentius de Roma fue su temor a que éste estuviera demasiado influenciado por el gobernante bizantino, pero, según Richards, esto "simplemente no está confirmado por la evidencia". Al anunciar su decisión, Teodorico citó la mayoría del apoyo clerical y el hecho de la ordenación previa.
El 1 de marzo de 499, Símaco declaró ante un  sínodo en la antigua basílica de San Pedro su plan de reforma de la campaña en las futuras sedes vacantes. Laurentius estaba entre los que firmaron su estatuto, habiendo sido nombrado como obispo de Nuceria en consuelo por haber perdido su pretensión al papado. Símaco decretó que los obispos reinantes podrían designar a sus propios sucesores, poniendo fin a la participación de los laicos durante al menos medio siglo.
Cuando los partidarios de Laurencio intentaron deponer a Símaco por haber celebrado la Pascua según el calendario equivocado, Teodorico convocó al papa ante él en Ariminum para resolver el asunto. Cuando llegó Símaco, descubrió que los cargos contra él incluían la impudicia y la mala administración de los bienes de la Iglesia, y huyó de vuelta a Roma. Su huida reforzó al partido laurentino, que logró persuadir a Teodorico para que enviara un visitador a Roma para que la Pascua se celebrara según el calendario griego y convocara un sínodo para considerar los cargos contra Símaco. Pedro de Altinum, el obispo de Istria, llegó a Roma para supervisar la nueva celebración de la Pascua y se hizo cargo de la administración de la Santa Sede en espera del resultado del sínodo.
En las dos primeras sesiones, los obispos italianos reunidos fueron incapaces de ponerse de acuerdo sobre los procedimientos apropiados para resolver el asunto, pero en la tercera sesión se absolvió a Símaco. Teodorico adoptó un enfoque más bien indiferente al sínodo, rechazando las repetidas peticiones para que viajara a Roma y resolviera el asunto personalmente. Según Richards:

Hay algo realmente chocante en la forma en que los obispos reunidos de la iglesia católica se dejaron llevar para persuadir a un bárbaro hereje para que decidiera quién debía ser el papa. Hace que la idea de una articulación de la teoría monárquica papal en la que la iglesia era superior a las autoridades laicas no tenga sentido. Tanto la facción simmáquica como la laurentina apelaron al rey en busca de arbitraje en 489 y ambas partes aceptaron su convocatoria de un sínodo. De hecho, Símaco finalmente sometió la decisión de su caso a Dios y al rey, difícilmente el tipo de comportamiento que uno aceptaría de un campeón de la supremacía papal. De hecho, la regularidad con la que ambas partes invocaban la intervención del rey sugiere una opinión muy extendida sobre su imparcialidad.

A pesar del sínodo, Laurentius pudo regresar a Roma, hacerse con gran parte del patrimonio papal y de las iglesias de la ciudad, y gobernar desde el Palacio de Letrán mientras que Symmachus permaneció en San Pedro.

### Después de Símaco
Según Richards, "la muerte del papa Símaco en julio de 514 fue una prueba crucial para las normas de elección después de casi dieciséis controvertidos años de gobierno simmáquico". Sin embargo, la "vieja guardia simmáquica" controlaba una supermayoría de los presbíteros y diáconos y así pudo elegir al papa Hormisdas (514-523) después de sólo siete días. Hormisdas fue probablemente nombrado por el propio Símaco, "un procedimiento que estaba implícito en el reglamento electoral". Hormisdas había preparado complicadas instrucciones escritas para sus enviados a Oriente mucho antes de su elección y mantuvo a Teodorico bien informado de sus negociaciones con los bizantinos.
Hormisdas fue sucedido por el Papa Juan I (523-526). Teodorico casó a sus hijas con los reyes de Borgoña, los visigodos y los vándalos, compañeros de adhesión al arrianismo. Sin embargo, Clodoveo, rey de los francos, renunció al arrianismo en el año 506, al igual que  Segismundo en el 516, actos que posiblemente podrían describir el hecho de haberse "convertido al catolicismo. " En el año 523, Eutarico, rey de los visigodos, dejó de perseguir a los no arrianos, más o menos al mismo tiempo que la Iglesia de Oriente comenzó su persecución de los arrianos. Teodorico creó una armada ostrogoda y envió un emisario a Oriente, encabezado por el propio papa Juan I en el año 526.

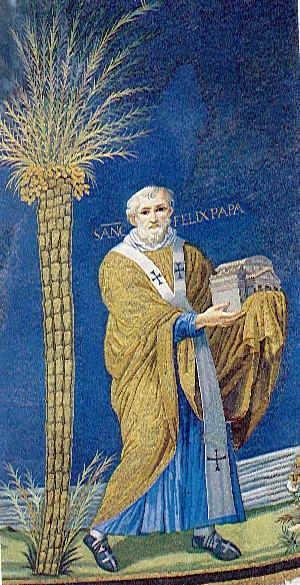
Pope Felix IV (526-530) was the first successor of Symmachus to have trouble designating a successor.

Juan I fue sucedido por el papa Félix IV (526-530) con la recomendación de Teodorico y su elección fue confirmada por Atalarico. Así, fue nombrado "a todos los efectos prácticos" por Teodorico. El proceso de nombramiento de predecesores se utilizó sin problemas graves hasta la muerte de Félix IV, que había entregado su  palium al papa Bonifacio II en su lecho de muerte en el año 530 y decretó la excomunión de quien se negara a aceptar la sucesión. Al Senado romano no le gustó la falta de elección y denunció a Félix, afirmando un decreto del papa  Anastasio II que había prohibido la práctica de que un papa designara a un sucesor. Bonifacio II fue apoyado sólo por una minoría del clero, con la mayor parte apoyando al Dioscoro, y sólo la muerte de Dioscoro detuvo el cisma.
Bonifacio II intentó reintroducir la práctica de nombrar a su sucesor, pero la protesta pública fue demasiado grande, lo que dio lugar a una elección muy disputada en el año 532, caracterizada por los relatos generalizados de sobornos y coacciones, que dio lugar al papa  Juan II (el primero en tomar un nombre papal). El papa Juan fue elegido por Atalarico para evitar una división entre las facciones bizantina y gótica. Atalarico, el rey ostrogodo, obligó a Juan II a aprobar decretos que prohibían cualquier acuerdo privado para elegir a un papa y que promulgaban límites a la cantidad de dinero que se podía gastar durante una elección papal (un ejemplo temprano de «reforma de la financiación de las campañas»). De hecho, el propio Atalarico pudo ingeniárselas para elegir al papa Silverio, hijo del papa Hormisdas, a la muerte de Juan II.
Teodato apoyó al papa Agapito I y estuvo así "bien situado para coaccionar al nuevo Papa Agapetus, ya que había sido elegido con su apoyo" Teodora también jugó un papel decisivo en la selección del Papa Silverio (536-537), el hijo legítimo de Hormisdas.

## Efectos de la reconquista de Justiniano
Después de que Justiniano I retomara Roma en la Guerra Gótica (535-554), "interferir en el papado había sido una de las primeras cosas que Justiniano había hecho en cuanto sus ejércitos se afianzaron en Italia. " Mucho antes de haber completado su victoria sobre los ostrogodos, Justiniano I hizo que su comandante Belisario depusiera al pro-godo papa Silverio (536-537) e instalara al papa Vigilio (537-555), el antiguo papado Apocrisiario a Constantinopla, en su lugar. Silverius murió y Vigilius fue ordenado en 537, mientras los godos se reunieron y  sitiaron Roma. En 542, el rey Totila reconquistó Roma y para cuando el nuevo general de Justiniano Narses reconquistó la ciudad en 552, Vigilio ya no estaba en Roma.